# 게테르 야니
게테르 야니(에스토니아어: Getter Jaani, 1993년 2월 3일 ~ )는 에스토니아의 가수이다. 2011년, Rockefeller Street이라는 곡으로 유로비전 송 콘테스트 2011에 참가하였다.

## 음반 목록

### 정규 음반
- Rockefeller Street (2011)
- DNA (2014)

### EP
- Parim Päev (2010)
- Jõuluvalgus (2011)